# Matti Vanhanen
Matti Taneli Vanhanen (), finski politik, * 4. november 1955, Jyväskylä, Finska.
Vanhanen je bil od 24. junija 2003 do svojega odstopa 22. junija 2010 predsednik vlade Finske, pred tem pa kratek čas tudi finski minister za obrambo. Bil je tudi predsednik sredinske stranke Keskusta.